# Ralfsiales
Ordre
Les Ralfsiales sont un ordre d'algues brunes de la classe des Phaeophyceae.

## Liste des familles
Selon AlgaeBase (19 août 2017) :
- famille des Mesosporaceae J.Tanaka & Chihara
- famille des Neoralfsiaceae P.-E.Lim & H.Kawai
- famille des Ralfsiaceae W.G.Farlow

Selon World Register of Marine Species (19 août 2017) :
- famille des Neoralfsiaceae Lim & Kawai in Lim, Sakaguchi, Hanyuda, Kogame, Phang & Kawai, 2007
- famille des Ralfsiaceae Farlow, 1881